# Пеева, Вела
Величка (Вела) Пеева Пеева (болг. Величка (Вела) Пеева Пеева; 16 марта 1922, Каменица — 3 мая 1944, местность Бялата Скала) — болгарская студентка, деятельница болгарского партизанского антифашистского движения в годы Второй мировой войны.

## Биография
Родилась 16 марта 1922 в селе Каменица.
В 1939 году вступила в Рабочий молодёжный союз и вошла в партийную ячейку Пазарджикской гимназии, которую окончила в 1941 году.
Осенью 1941 года поступила в Софийский университет на факультет педагогики, через год перевелась на географический факультет.
Действовала в Болгарском общенародном студенческом союзе. Занимала должность технического специалиста в Военной комиссии ЦК БРП (к), состояла в ЦК РМС в Пазарджике.
Летом 1942 года вошла в состав боевой группы Каменицы, действовавшей в Чепинской котловине.
По инициативе Велы с 1942 по 1943 годы в Каменице издавался журнал «Просветитель».
В 1943 году Вела официально вступила в Болгарскую рабочую партию (коммунистическую).
27 апреля 1943 Вела Пеева вместе со своей сестрой Герой Пеевой вступила в отряд имени Антона Иванова.
В ноябре 1943 года возглавила роту «Братья Крстины» (болг. Братя Кръстини), которая позднее была переформирована в Чепинский партизанский отряд (позже ставший основой партизанской бригады «Чепинец»).
Воевала в составе Чепинского партизанского отряда, действовавшего в южной Фракии.
26 марта 1944 Вела Пеева и Стойо Калпазанов находились близ села Лыджене. Следующим утром они вступили в бой с ротой жандармерии, в ходе боя Калпазанов получил ранение и попал в плен. Пеева прорвалась из окружения, была тяжело ранена, но сумела скрыться от преследования в горах. Оставшись одна, на протяжении 37 дней скрывалась в пещере.
3 мая 1944 лесник Иван Божков обнаружил в лесу следы, по которым вывел роту жандармов, осуществлявшую поиск партизан, к Белой скале, где находилась Вела Пеева. Партизанка была окружена у Белой скалы на Черновце и после 5-часового боя застрелилась. Лесник Божков отрезал погибшей голову, которую доставил для опознания командиру антипартизанских сил, а после опознания - выставил голову на всеобщее обозрение (за эти действия он получил премию в размере 100 тыс. левов, а в конце августа 1944 года - был застрелен партизанским командиром Атанас Семерджиев).

## Память
В 1948 году села Чепино, Лыджене и Каменица объединились в город Велинград, который был назван в память о Веле Пеевой.
Дом Велы в Каменице был переделан в музей в 1953 году. Сестра Гера написала мемуары «Моя сестра Вела» (болг. Моята сестра Вела), опубликованные в 1979 году.